# 제27회 아카데미상
제27회 아카데미상은 1955년 3월 30일에 열린 시상식이다. LA RKO 팬타지스 극장에서 개최되었으며 사회자는 밥 호프, 셀마 리터이다.

## 후보 및 수상

### 작품상
- 워터프론트 - 샘 스파이겔 수상
- 케인호의 반란 - 스탠리 크레이머
- 회상 속의 연인 - 윌리엄 펄버그
- 7인의 신부 - 잭 커밍스
- 애천 - 솔 C. 시겔

### 남우주연상
- 워터프론트 - 말론 브란도 수상
- 로빈슨 크루소의 모험 - 댄 오헐리히
- 케인호의 반란 - 험프리 보가트
- 회상 속의 연인 - 빙 크로스비
- 스타 탄생 - 제임스 메이슨

### 여우주연상
- 회상 속의 연인 - 그레이스 켈리 수상
- 카르멘 존스 - 도로시 댄드리지
- 거대한 강박관념 - 제인 와이먼
- 사브리나 - 오드리 헵번
- 스타 탄생 - 주디 갈랜드

### 남우조연상
- 맨발의 콘테샤 - 에드먼드 오브라이언 수상
- 워터프론트 - 칼 말든
- 워터프론트 - 리J.콥
- 케인호의 반란 - 톰 툴리
- 워터프론트 - 로드 스테이거

### 여우조연상
- 워터프론트 - 에바 마리 세인트 수상
- 하이 앤 마이티 - 클레어 트레버
- 부러진 창 - 케이티 주라도
- 이그젝티브 쉬트 - 니나 포크
- 하이 앤 마이티 - 잔 스터링

### 감독상
- 워터프론트 - 엘리아 카잔 수상
- 회상 속의 연인 - 조지 시톤
- 하이 앤 마이티 - 윌리엄 웰먼
- 이창 - 알프레드 히치콕
- 사브리나 - 빌리 와일더

### 각본상
- 워터프론트 - 버드 슐버그 수상

### 각색상
- 회상 속의 연인 - 조지 시톤 수상

### 촬영상
- 애천 - 밀튼 R. 크레이스너 수상
- 워터프론트 - 보리스 카우프먼 수상

### 편집상
- 워터프론트 - 진 밀포드 수상

### 미술상
- 해저 2만리 - 존 미한 수상
- 워터프론트 - 리처드 데이 수상

### 의상상
- 지옥문 - 와다 산조 수상
- 사브리나 - 에디스 헤드 수상

### 원작상
- 부러진 창 - 필립 요르단 수상

### 음악상
- 7인의 신부 - 아돌프 도이치 수상
- 하이 앤 마이티 - 디미트리 티옴킨 수상

### 주제가상
- 애천 - Jule Styne 수상

### 음향믹싱상
- 글렌 밀러 스토리 - Carey Leslie 수상

### 특수효과상
- 해저 2만리 - Walt Disney Studios 수상

### 단편애니메이션상
- When Magoo Flew - Stephen Bosustow 수상

### 단편영화상
- A Time Out of War - 데니스 샌더스 수상
- This Mechanical Age - Robert Youngson 수상

### 장편다큐멘터리상
- The Vanishing Prairie - 월트 디즈니 수상

### 단편다큐멘터리상
- Thursday's Children - Morse Films 수상

### 공로상
- 그레타 가르보 수상
- 대니 케이 수상
- Kemp Niver 수상
- Jon Whiteley 수상
- 빈센트 윈터 수상

## 같이 보기
- 제12회 골든 글로브상
- 제8회 영국 아카데미 영화상